# Huawei AppGallery

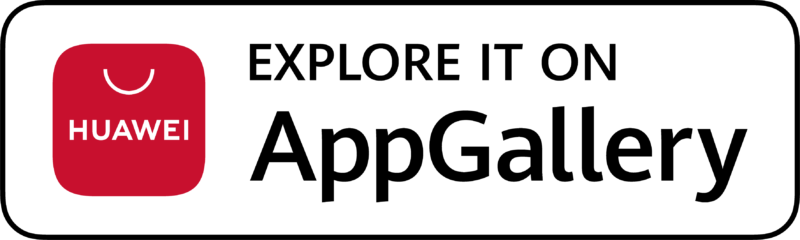
Значок AppGallery с текстом «Ищите в AppGallery»

Huawei AppGallery (сокращённо на экране AppGallery) — это менеджер пакетов и платформа распространения приложений, или рыночный «магазин приложений», разработанный Huawei Technologies Co., Ltd. для разработанной Google операционной системы Android с открытым исходным кодом. AppGallery использует 420 миллионов активных пользователей на 700 миллионов устройств Huawei.
Huawei AppGallery запущен в 2011 в Китае и в 2018 во всём мире предустановлен на всех новых мобильных устройствах Huawei. Когда новые устройства Huawei потеряли доступ к Google Mobile Services (GMS) и другим приложениям Google из-за торговых войн между США и Китаем в мае 2019 года, компания не могла использовать сервисы Google на некоторых из своих новых телефонах, особенно Mate 30 и начала выпускать свои телефоны, используя только AppGallery и собственные проприетарные мобильные службы Huawei (HMS) без GMS, магазина Google Play и всех других приложений Google, установленных на них.
По состоянию на 3 квартал 2020 года AppGallery достигла 350 миллиардов загрузок приложений. По состоянию на 2020 год у AppGallery было 490 миллионов пользователей в более чем 170 странах и регионах и почти 1,6 миллиона разработчиков.
По состоянию на 1 марта 2021 года AppGallery насчитывает более 530 миллионов активных пользователей, а распространение приложений внутри магазина ежегодно увеличивается на 83 %.

## GBox
Гугл-сервисы (GMS), необходимые для работы Гугл-карт и др. приложений Гугл, возможно эмулировать при помощи сингапурской программы «Gbox».
Сами программы Гугл можно поставить без Гугл-аккаунта (и без принуждения к рекламе) через приложение «F-droid/Aurora store» и, затем клонировать их в меню Gbox.